# Horst Dassler
Pour les articles homonymes, voir Dassler.
Horst Dassler, né le 12 mars 1936 à Erlangen et mort le 9 avril 1987 dans la même ville,, est un homme d'affaires allemand, fondateur de la marque Arena. Il est le fils d'Adolf Dassler, fondateur de la marque Adidas et le neveu de Rudolf Dassler, fondateur de la marque Puma. Il a été président d'Adidas de 1984 à 1987, année de sa mort.

## Dans la culture populaire
Il est incarné par Gustaf Skarsgård dans le film Air Jordan (2023).